# 2022 en Afghanistan
Chronologie de l'Afghanistan
- 2018
- 2019
- 2020
- 2021
- 2022
- 2023
- 2024
- 2025
- 2026

Cet article présente les faits marquants de l'année 2022 en Afghanistan.

## Évènements
- 22 janvier : attentat à Hérat.
- 16 avril : frappes aériennes pakistanaises.
- 19 avril : attentat à Kaboul.
- 21 avril : attentat à Mazâr-e Charîf.
- 5 mai : Les inondations dans douze provinces détruisent 500 maisons, tuent 22 personnes et en blessent 40[1].
- 25 mai : l'État islamique au Khorassan revendique une série d'attentats à Mazâr-e Charîf et dans une mosquée de Kaboul, en Afghanistan.
- 22 juin : un séisme près de la frontière avec  le Pakistan fait plusieurs centaines de morts.
- 30 juillet : le chef d'Al-Qaïda, Ayman al-Zawahiri, est tué par une frappe de drone américaine sur Kaboul, en Afghanistan.
- 30 septembre : attentat contre un centre d'éducation à Kaboul.